# إل موتون
إل موتون (بالإسبانية: El Cerro Mutún)‏ (جبل إل موتون) هو منجم في بوليفيا يستخرج منه خام الحديد بشكل أساسي. يقع المنجم في إدارة سانتا كروز بالقرب من مدينة بويرتو سواريز (Puerto Suárez)، ويمتد عبر الحدود إلى البرازيل. تبلغ مساحة هذا المنجم حوالي 75 كيلومتر مربع. يكون خام الحديد غالباً على هيئة معدني الهيماتيت والمغنيتيت، وبنسب أقل على هيئة معدن السيدريت. ويبلغ الاحتياطي فيه ما يقارب 40 بليون طن من خام الحديد.